# Rock the Cosmos Tour
Treść tego artykułu może nie być zgodna z zasadami neutralnego punktu widzenia.
Dokładniejsze informacje o tym, co należy poprawić, być może znajdują się w dyskusji tego artykułu.
 Po wyeliminowaniu niedoskonałości należy usunąć szablon [[Szablon:Dopracować|]] z tego artykułu.
The Cosmos Rocks Tour – druga trasa koncertowa Queen + Paul Rodgers, która odbyła się w 2008 roku i promowała album The Cosmos Rocks. Obejmowała 40 koncertów: 34 w Europie, 1 na Bliskim Wschodzie i 5 w Ameryce Południowej, gdzie grupa zagrała po raz pierwszy od 1985 roku.

## Typowa setlista
1. Intro [Cosmos Rocks]
2. Surf's Up...School's Out!
3. Hammer To Fall (skrócona wersja)
4. Tie Your Mother Down
5. Fat Bottomed Girls
6. Another One Bites The Dust
7. I Want It All
8. I Want To Break Free
9. C-lebrity
10. Seagull
11. Love Of My Life
12. '39
13. Bass Solo
14. Drum Solo
15. I'm In Love With My Car
16. Say It’s Not True
17. Bad Company
18. Guitar Solo
19. Bijou
20. Last Horizon
21. Crazy Little Thing Called Love
22. The Show Must Go On
23. Radio Ga Ga
24. Bohemian Rhapsody
25. Cosmos Rockin'
26. All Right Now
27. We Will Rock You
28. We Are The Champions
29. God Save The Queen

### Rzadziej grane
- Wishing Well (Charków/Moskwa) (12.09/15.09/16.09)
- Shooting Star (Charków/Moskwa) (12.09/15.09/16.09)
- Warboys (Moskwa/Ryga/Berlin) (15.09/16.09/19.09/21.09)
- Time To Shine (Antwerpia) (23.09)
- The Stealer (Zurych) (29.09)
- Las Palabras de Amor (Madryt/Santiago/Buenos Aires) (25.10/19.11/21.11)
- Tavaszi Szel (Budapeszt) (28.10)
- Blue Danube Waltz (Wiedeń) (1.11)
- Voodoo (Newcastle/Manchester/Londyn/Dubaj/Santiago) (4.11/5.11/7.11/8.11/14.11/19.11)
- Maybe It's Beacuse I'm a Londoner (Londyn) (7.11/8.11)
- Under Pressure (Buenos Aires/São Paulo/Rio de Janeiro) (21.11/26.11/27.11/29.11)
- Keep Yourself Alive (wersja instrumentalna) (Londyn) (7.11/8.11)

## Muzycy
- Brian May - gitara, chórki, wokal
- Roger Taylor - perkusja, chórki, wokal
- Paul Rodgers - wokal, gitara, fortepian

### Muzycy dodatkowi
- Spike Edney – klawisze, chórki
- Danny Miranda – gitara basowa, chórki
- Jamie Moses – gitara, chórki

### Gościnne udziały
- Neil Murray - gitara basowa, kontrabas elektryczny w „'39"
- Al Murray (tylko koncert w sali The O2 - wokal wspomagający Paula w „Cosmos' Rockin”)
- Ivars Godmanis - perkusja w „All Right Now” (Ryga) (Roger Taylor na tamburynie)

## Show

### Scena
Scena wyglądała prawie tak samo, jak podczas poprzedniej trasy. Dodano jednak „wybiegi” po obu stronach sceny, a na „wybiegu głównym” muzycy grali więcej utworów (Seagull, Love Of My Life, '39, Bass & Drum Solo, I'm In Love With My Car oraz Say It’s Not True). W przeciwieństwie do poprzedniej trasy duży ekran znajdujący się za muzykami był „aktywny” przez cały czas. Raz pokazywał muzyków, innym razem wymyśle „kosmiczne” wizualizacje.

### Koncert
Koncert rozpoczynał się instrumentalnym intrem, podczas którego na wielkim ekranie wyświetlane były wymyślne wizualizacje. Grzmoty i wrzaski płynnie przechodziły we wstęp do Surf's Up...School's Out!, a następnie zespół wchodził na scenę. Większość koncertów zespół otwierał skróconą wersją Hammer to Fall, płynnie przechodząc do Tie Your Mother Down. Podczas występów „solowych” (Seagull, Love Of My Life, ’39, Bass & Drum Solo, I'm In Love With My Car) oraz Say It’s Not True członkowie zespołu występowali na zakończeniu „wybiegu”. Podczas Bijou na ekranie ukazywał się Freddie z koncertu na Wembley z 1986 roku, natomiast podczas Last Horizon światła padały na szklaną kulę podwieszoną u szczytu. W czasie, kiedy zespół grał Bohemian Rhapsody, na ekranie ukazywał się Freddie z Montrealu z 1981 roku.

## Lista koncertów

### Europa
- 3.09 | Elstree Film Studio, Londyn, Anglia
- 12.09 | Plac Wolności, Charków, Ukraina
- 15.09 | Olimpijskij, Moskwa, Rosja
- 16.09 | Olimpijskij, Moskwa, Rosja
- 19.09 | Arēna Rīga, Ryga, Łotwa
- 21.09 | Velodrom, Berlin, Niemcy
- 23.09 | Sportpaleis Antwerp, Antwerpia, Belgia
- 24.09 | Bercy, Paryż, Francja
- 26.09 | PalaLottomatica, Rzym, Włochy
- 28.09 | Datchforum, Mediolan, Włochy
- 29.09 | Hallenstadion, Zurych, Szwajcaria

- 01.10 | Olympiahalle, Monachium, Niemcy
- 02.10 | SAP Arena, Mannheim, Niemcy
- 04.10 | TUI Arena, Hanower, Niemcy
- 05.10 | Color Line Arena, Hamburg, Niemcy
- 07.10 | Ahoy Rotterdam, Rotterdam, Holandia
- 08.10 | Rockhal, Luksemburg
- 10.10 | Nottingham Arena, Nottingham, Anglia
- 11.10 | SECC Arena, Glasgow, Szkocja
- 13.10 | The O2, Londyn, Anglia
- 14.10 | Cardiff Arena, Cardiff, Walia
- 16.10 | National Indoor Arena, Birmingham, Anglia
- 18.10 | Echo Arena, Liverpool, Anglia
- 19.10 | Sheffield Arena, Sheffield, Anglia
- 22.10 | Palau Sant Jordi, Barcelona, Hiszpania
- 24.10 | Estadio Nueva Condomina, Murcia, Hiszpania
- 25.10 | Palacio de Deportes de la Comunidad de Madrid, Madryt, Hiszpania
- 28.10 | Papp László Budapest Sportaréna, Budapeszt, Węgry
- 29.10 | Belgradzka Arena, Belgrad, Serbia
- 31.10 | O2 Arena, Praga, Czechy
- 01.11 | Wiener Stadthalle, Wiedeń, Austria
- 04.11 | Metro Radio Arena, Newcastle, Anglia
- 05.11 | MEN Arena, Manchester, Anglia
- 07.11 | The O2, Londyn, Anglia
- 08.11 | Wembley Arena, Londyn, Anglia

### Bliski Wschód
- 14.11 | Dubai Festival City, Dubaj, Zjednoczone Emiraty Arabskie

### Ameryka Południowa
- 19.11 | Estadio San Carlos de Apoquindo, Santiago, Chile
- 21.11 | Estadio José Amalfitani, Buenos Aires, Argentyna
- 26.11 | Via Funchal, São Paulo, Brazylia
- 27.11 | Via Funchal, São Paulo, Brazylia
- 29.11 | HSBC Arena, Rio de Janeiro, Brazylia

## Koncert w Gdańsku
Wielka radość ogarnęła fanów Queen, kiedy to ogłoszono, że 20 września odbędzie się w Polsce koncert w ramach Przestrzeni Wolności w Stoczni Gdańskiej. Niestety z niewiadomych powodów dwa dni później koncert zniknął z listy koncertów tej trasy koncertowej. Spowodowane było to m.in. problemami ze znalezieniem sponsora. Wielokrotnie próbowano znaleźć jakiś sposób, aby koncert jednak się odbył. Trwały poszukiwania odpowiedniej lokalizacji, która odpowiadała by zespołowi (Opera Leśna, Spodek, Arena poznańska, warszawski Torwar itp.). Jednak po ogłoszeniu dodatkowego koncertu w Rydze (19 września) szanse na koncert w Polsce spadły do zera.

### Oficjalny list do fanów
Fundacja Gdańska, organizator koncertów z cyklu Przestrzeń Wolności wpisanych już na stałe w kalendarz kulturalny Polski zmuszona jest wycofać się z organizacji koncertu Queen + Paul Rodgers, który miał odbyć się 20 września 2008 r. w Stoczni Gdańskiej, w kolejną rocznicę podpisania Porozumień Sierpniowych 1980. Decyzję tę jesteśmy zmuszeni podjąć z powodu wycofania się z projektu wyłącznego sponsora koncertu.
Decyzja sponsora jest dla nas niezrozumiała, tym bardziej, że rozmowy na temat koncertu zespołu Queen + Paul Rodgers w Gdańsku prowadzone były od września 2007 r. W grudniu 2007 roku, za wiedzą i pisemną zgodą sponsora, Fundacja Gdańska zaprosiła Queen do Gdańska na kolejny koncert w rocznicę Porozumień Sierpniowych. Niestety, obecna zmiana decyzji sponsora zmusza nas do wycofania się z realizacji koncertu.
Za zaistniałą sytuację przepraszamy wszystkich fanów Queen oraz Paula Rodgersa, a także osoby zainteresowane koncertem tego legendarnego zespołu.
Fundacja Gdańska corocznie organizuje koncerty gwiazd światowego formatu z cyklu Przestrzeń Wolności w celu upamiętnienia obchodów związanych z rocznicą podpisania Porozumień Sierpniowych 1980 roku, mając na uwadze rolę, jaką te wydarzenia odegrały dla powstania demokracji w Polsce i na świecie.
26 sierpnia 2005 roku, aby uczcić okrągłą rocznicę 25-lecia Sierpnia ‘80 Fundacja zorganizowała koncert Jean Michel Jarre|Jean Michel Jarre'a Przestrzeń Wolności. W koncercie tym uczestniczyło 120 tysięcy widzów, a oglądało, dzięki zaangażowaniu Telewizji Polskiej, 5,5 miliona telewidzów.
W roku 2006 głównym wydarzeniem obchodów kolejnej rocznicy Sierpnia był koncert głosu i gitary Pink Floyd - Davida Gilmoura z zespołem. Obejrzało go ponad 50 tysięcy widzów. Artysta ten, współzałożyciel zespołu Pink Floyd, wystąpił na jedynym koncercie w Polsce z okazji 26 rocznicy powstania Solidarności Przestrzeń wolności zaczęło się w Gdańsku. W repertuarze znalazły się najbardziej znane utwory z repertuaru Pink Floyd oraz ostatniej płyty On An Island.
Przy współpracy Fundacji Gdańskiej z PKO Bankiem Polskim w roku 2007 kolejną Przestrzeń Wolności uczcił swoim występem Rod Stewart.
Idąc wzorem lat ubiegłych, zaprosiliśmy na rok 2008 kolejne gwiazdy światowego formatu.
Przestrzeń Wolności 2008 uświetnić miała, popularna na całym świecie wśród wszystkich pokoleń, grupa Queen. Niestety, na skutek wycofania się Banku PKO BP S.A. ze sponsorowania koncertu Queen w Polsce w ramach cyklu Przestrzeń Wolności koncert nie odbędzie się!
Poprzez powyższą decyzję przyszłość koncertu Przestrzeń Wolności, który łączy to, że przyciąga dziesiątki tysięcy ludzi wszystkich pokoleń, przypominając im o sierpniowej rocznicy i o tym, że „wszystko zaczęło się w Gdańsku” została zachwiana i implikuje wiele niepomyślnych następstw dla dalszej realizacji koncertów.
Agnieszka Lewińska
Fundacja Gdańska